# Mica, Cluj
Mica là một xã thuộc hạt Cluj, România. Dân số thời điểm năm 2002 là 3854 người.